# Södra Sunderbyn
Södra Sunderbyn är en tätort i Luleå kommun och Nederluleå socken. 
Byn växer via den nyare delen Hammaren nästan ihop med Gammelstad och trafikeras av stadsbussar från Luleå lokaltrafik och betraktas därför alltmer som en stadsdel i Luleå.

## Namnet
Hur namnet Sunderbyn har kommit till råder det dock delade meningar om. En teori säger bland annat att namnet kan återgå till fornsvenskans Sundarby och är således en förbättring av detta namn, andra teorier säger att sunder betyder söder, alltså står namnet för Söderbyn, medan vissa teorier säger att namnet ska ha samiskt ursprung – Suntekille, där ”kille” kommer från finskans ”kylä”, vilket betyder byn.

## Historia
Sunderbyns historia kan spåras tillbaka i tiden i 500 år. Från början fanns här endast några få bönder i byn och dessa bodde mestadels runt Kråkberget, samma berg där nuvarande Sunderby Folkhögskola ligger.
1899 började ett tegelbruk, Mariebergs tegelbruk, byggas i Södra Sunderbyn. Bruket var redan från början hotat av konkurs men klarade sig trots denna motgång ända tills den slutligen stängdes 1967. Bruket har utöver detta även gett upphov till den huvudled som går genom hela Sunderbyn, Hammaren och Gammelstad: Mariebergsvägen.
Flottning bedrevs från ön Grundet och påbörjades runt 1934 och avslutades så sent som 1987.

### Befolkningsutveckling
| Befolkningsutvecklingen i Södra Sunderbyn 1960–2020 | Befolkningsutvecklingen i Södra Sunderbyn 1960–2020 | Befolkningsutvecklingen i Södra Sunderbyn 1960–2020 | Befolkningsutvecklingen i Södra Sunderbyn 1960–2020 | Befolkningsutvecklingen i Södra Sunderbyn 1960–2020 |
| --------------------------------------------------- | --------------------------------------------------- | --------------------------------------------------- | --------------------------------------------------- | --------------------------------------------------- |
|                                                     |                                                     |                                                     |                                                     |                                                     |
| År                                                  |                                                     |                                                     | Folkmängd                                           | Areal (ha)                                          |
| 1960                                                | 1960                                                |                                                     | 482                                                 |                                                     |
| 1965                                                | 1965                                                |                                                     | 499                                                 |                                                     |
| 1970                                                | 1970                                                |                                                     | 456                                                 |                                                     |
| 1975                                                | 1975                                                |                                                     | 445                                                 |                                                     |
| 1980                                                | 1980                                                |                                                     | 1 069                                               |                                                     |
| 1990                                                | 1990                                                |                                                     | 2 511                                               | 184                                                 |
| 1995                                                | 1995                                                |                                                     | 2 875                                               | 186                                                 |
| 2000                                                | 2000                                                |                                                     | 2 789                                               | 186                                                 |
| 2005                                                | 2005                                                |                                                     | 2 875                                               | 191                                                 |
| 2010                                                | 2010                                                |                                                     | 2 977                                               | 200                                                 |
| 2015                                                | 2015                                                |                                                     | 3 162                                               | 233                                                 |
| 2020                                                | 2020                                                |                                                     | 3 090                                               | 234                                                 |
| Anm.: Sammanvuxen med Bränslan 2015.                |                                                     |                                                     |                                                     |                                                     |

## Samhället
Nordost om samhället, mellan riksväg 97 och Malmbanan, ligger Sunderby sjukhus, som byggdes när man under 1990-talet slog ihop sjukhusen i Luleå och Boden. Vid sjukhuset ligger en järnvägsstation. Sunderby folkhögskola ligger i Södra Sunderbyn.
I Södra Sunderbyn finns en restaurang och pizzeria. I orten finns två skolor: en grundskola för åren 1-6 år, samt en för åren 7-9. Låg- och mellanstadieskolan heter Sunderbyskolan och högstadieskolan heter Kråkbergsskolan.
Luleå Lokaltrafiks lokaltrafiks busslinjer 1, 2 och 12 passerar genom området samt några specialbussar och nattbussar.

## Idrott
I Sunderbyn finns Sunderby SK som har verksamhet inom ishockey, fotboll, skidor, innebandy och basketboll. I den senare av idrotterna har föreningen producerat flertalet elitspelare. 
I byn finns också idrottshallen Sundis som stod färdig under första halvan av 90-talet. På 2000-talet byggdes en ishall intill Sundis. 
Skytten August Wikström deltog i sommar-OS 1912 och kom på 42:a plats i frigevär helmatch, 300 meter.